# Kapitalherabsetzung
Als Kapitalherabsetzung (englisch capital decrease) wird in der Betriebswirtschaftslehre und im Gesellschaftsrecht eine Kapitalmaßnahme von Unternehmen bezeichnet, die auf eine Verminderung des Eigenkapitals abzielt. Gegensatz ist die Kapitalerhöhung.

## Allgemeines
Während die Betriebswirtschaftslehre unter Kapitalmaßnahmen sowohl Eigen- als auch Fremdfinanzierung versteht, beschränkt die gesellschaftsrechtliche Fachliteratur den Begriffsinhalt auf Eigenkapital. Handelsrechtlich liegen Finanzierungsvorgänge bei Kapitalgesellschaften zugrunde. Aus steuerlicher Sicht sind Kapitalmaßnahmen Veränderungen in der Vermögens- oder Ertragsstruktur einer privaten Kapitalanlage, die nicht auf einer autonomen Entscheidung des Privatanlegers beruhen, sondern zumindest mittelbar durch die Entscheidung eines Emittenten beeinflusst wird und Auswirkungen auf die steuerliche Situation des Anlegers haben kann.

## Zweck
Einer besonderen Bedeutung kommen Kapitalherabsetzungen bei Kapitalgesellschaften zu, weil bei einer Insolvenz lediglich das bilanzierte Eigenkapital den Gläubigern zur Verfügung steht. Bei Personengesellschaften steht den Gläubigern darüber hinaus auch das – nicht bilanzierte – Privatvermögen der persönlich haftenden Gesellschafter zur Verfügung. Deshalb werden Kapitalherabsetzungen bei der Aktiengesellschaft (AG) und der Gesellschaft mit beschränkter Haftung (GmbH) besonders geregelt. Sie sollen eine bestehende Überkapitalisierung beseitigen oder als Sanierungsmaßnahme eine Unterbilanz verhindern.

## Arten
Folgende Kapitalmaßnahmen sind bei Aktiengesellschaften möglich:
| Kapitalmaßnahme     | Arten                                                                                                   | Rechtsgrundlage                                              |
| ------------------- | --- | ------------------------------------------------------------ |
| Kapitalerhöhung     | reguläre Kapitalerhöhung bedingtes Kapital genehmigtes Kapital Kapitalerhöhung aus Gesellschaftsmitteln | § 182 ff. AktG §§ 193 ff. AktG § 202 ff. AktG § 207 ff. AktG |
| Kapitalherabsetzung | ordentliche Kapitalherabsetzung vereinfachte Kapitalherabsetzung Einziehung von Aktien                  | § 222 ff. AktG § 229 ff. AktG § 237 AktG                     |

Daneben gibt es noch den Kapitalschnitt, bei dem eine nominelle Kapitalherabsetzung mit einer effektiven Kapitalerhöhung kombiniert wird.
Im Hinblick darauf, ob bei einer Kapitalherabsetzung Liquidität aus dem Unternehmen abfließt oder nicht, wird zwischen nomineller und effektiver Kapitalherabsetzung unterschieden:
- Die nominelle Kapitalherabsetzung beseitigt einen bestehenden Bilanzverlust. Um diesen wird das Grundkapital/Stammkapital vermindert, so dass keine Liquidität abfließt.
- Bei der effektiven Kapitalherabsetzung dagegen wird das Grund- oder Stammkapital wegen Überkapitalisierung als überflüssiges Kapital an die Gesellschafter aus dem Betriebsvermögen als Buchgewinn ausgeschüttet.

Im ersten Fall spricht man auch von einer Denomination, weil das Grundkapital buchmäßig herabgesetzt wird und kein Abfluss liquider Mittel stattfindet. Die nominelle Kapitalherabsetzung ist ein Passivtausch, die effektive eine Bilanzverkürzung und damit eine Dekapitalisierung.

## Rechtsgrundlagen in Deutschland

### Kapitalherabsetzung bei der Aktiengesellschaft
Gläubigerschutz
Für den Fall der Kapitalherabsetzung bestehen besondere Regelungen, um Fremdkapitalgeber (Gläubiger) zu schützen (§§ 225, § 233 AktG, § 58 GmbHG).
Im Fall der ordentlichen Kapitalherabsetzung und der Kapitalherabsetzung durch Einziehung von Aktien sind für alle Gläubiger, die sich innerhalb von 6 Monaten nach Bekanntmachung des Kapitalherabsetzungsbeschlusses bei der Kapitalgesellschaft melden und keine Befriedigung ihres Anspruchs verlangen können, Sicherheiten zu leisten. Des Weiteren dürfen Zahlungen an die Aktionäre erst 6 Monate nach Bekanntmachung erfolgen. Bei der vereinfachten Kapitalherabsetzung ist der Gläubigerschutz weniger stark, da es hier ja nicht zu einer Rückzahlung an die Aktionäre kommt und damit nichts vom Schuldendeckungspotenzial verloren geht. Vielmehr bestehen Einschränkungen bei der Ausschüttung zukünftiger Gewinne (=zukünftiges Schuldendeckungspotenzial). Es gibt
- eine Ausschüttungssperre, solange die gesetzliche Rücklage weniger als 10 % des Grundkapitals beträgt,
- ein Verbot einer höheren Dividende als 4 % in den beiden auf den Kapitalherabsetzungsbeschluss folgenden Jahren.

Vereinfachte Kapitalherabsetzung
Die vereinfachte Kapitalherabsetzung ist in §§ 229 bis § 236 AktG geregelt. Sie ist nur für die nachgenannten Zwecke zulässig:
- Ausgleich von Wertminderungen,
- Deckung sonstiger Verluste,
- Einstellung von Beträgen in die Kapitalrücklage.

Voraussetzungen für die vereinfachte Kapitalherabsetzung sind, dass
- die gesetzliche Rücklage und die Kapitalrücklage zusammen 10 % des nach der Herabsetzung verbleibenden Grundkapitals nicht übersteigen,
- kein Gewinnvortrag vorhanden ist und
- Gewinnrücklagen vollständig aufgelöst sind.

Die Regelungen über die Beschlussfassung und die Eintragung in das Handelsregister entsprechen denen der ordentlichen Kapitalherabsetzung.
Kapitalherabsetzung durch Einziehen von Aktien
Die Kapitalherabsetzung durch Einziehen von Aktien ist in den §§ 237 bis § 239 AktG geregelt. Sie kann sowohl zur Beseitigung von Verlusten (nominell) als auch zur Rückzahlung von Kapital (effektiv) verwendet werden. Die technische Durchführung erfolgt entweder durch
- zwangsweises Einziehen eigener Aktien oder
- Einziehen zurückgekaufter Aktien.

Dabei ist das zwangsweise Einziehen eigener Aktien an entsprechende Satzungsvorschriften, die bereits bei Zeichnung oder Übernahme bestanden haben müssen, gebunden.

### Kapitalherabsetzung bei der GmbH
Auch bei der GmbH erfordert die Kapitalherabsetzung eine 3/4-Mehrheit in der Gesellschafterversammlung sowie eine Eintragung ins Handelsregister. Bei der Herabsetzung des Stammkapitals darf das Mindestkapital von 25.000 Euro nicht unterschritten werden.
Die Regelungen zum Gläubigerschutz entsprechen im Wesentlichen denen für die Aktiengesellschaft. Es bestehen allerdings sehr komplizierte Formerfordernisse. So ist der Beschluss zur Kapitalherabsetzung zunächst einmal in den Gesellschaftsblättern bekannt zu machen. Danach kann die Anmeldung zur Eintragung in das Handelsregister erst nach einem Jahr erfolgen. Zum Ausgleich von Wertminderungen oder zur Deckung von Verlusten gibt es auch für die GmbH die vereinfachte Kapitalherabsetzung mit Erleichterungen bei den Formvorschriften (§§ 58a  ff. GmbHG). Voraussetzung hierfür ist insbesondere ein Beschluss der Gesellschafterversammlung (§ 58a Abs. 5 in Verbindung mit § 53 GmbHG).

## International
In Österreich ist die Kapitalherabsetzung in den §§ 180 ff. AktG vorgesehen. Eine Kapitalherabsetzung ist unter das gesetzliche Mindestkapital möglich, sofern diese durch eine zugleich mit der Kapitalherabsetzung beschlossene Kapitalerhöhung wieder ausgeglichen wird (§ 181 AktG; Kapitalschnitt). Eine Herabsetzung des Grundkapitals, die dazu dienen soll, einen sonst auszuweisenden Bilanzverlust zu decken und allenfalls Beträge in die gebundene Kapitalrücklage einzustellen, kann in vereinfachter Form vorgenommen werden. Im Beschluss ist festzusetzen, dass die Herabsetzung zu diesen Zwecken stattfindet (§ 182 AktG). Die Regelungen für die GmbH finden sich in den §§ 59 ff. GmbHG.
Um eine Kapitalherabsetzung in der Schweiz durchzuführen, muss der Verwaltungsrat zuerst den erforderlichen Revisionsbericht vom Revisionsexperten einholen. Anschließend lädt der Verwaltungsrat die Aktionäre zur Generalversammlung ein, bei welcher die Kapitalherabsetzung traktandiert („auf die Tagesordnung gesetzt“) wurde. Diese Generalversammlung hat über die Kapitalherabsetzung abzustimmen, und bei einer Zustimmung wird der Beschluss öffentlich beurkundet. Dieser Beschluss wird daraufhin dreimal im Schweizerischen Handelsamtsblatt (SHAB) publiziert, und eine Mitteilung an die bekannten Gläubiger hat zu erfolgen. Alle Gläubiger der Gesellschaft können sodann innerhalb von zwei Monaten seit der dritten Publikation im SHAB ihre Forderungen anmelden. Nach einer Wartezeit wird die Kapitalherabsetzung dann vollzogen und wiederum öffentlich beurkundet sowie dem Handelsregisteramt angemeldet. Geregelt ist die Kapitalherabsetzung in den Art. 653j ff. OR für Aktiengesellschaften. Generell wird auch hier unterschieden zwischen der ordentlichen Kapitalherabsetzung mit Mittelzufluss (Art. 653j OR) und der Kapitalherabsetzung bei Unterbilanz ohne Mittelzufluss (Art. 653p OR). Bei der ordentlichen kommt es zu einer effektiven Rückzahlung von Vermögen an die Aktionäre, bei der Herabsetzung wegen Unterbilanz wird ein Verlust gegen das Eigenkapital gebucht. Hierbei darf die Kapitalherabsetzung nicht größer sein als zur Beseitigung der Unterbilanz erforderlich ist.